# Зильбург, Мойше
Мойше Зильбург ( 1884, Молодечно Виленской губернии — 1942, Понары ) — еврейский прозаик, публицист, переводчик.

## Биография
Родился в обеспеченной семье. Получил традиционное еврейское образование в хедере и иешиве. Жил в Минске, работал учителем. С 1906 жил в Вильне, где был арестован в 1912 за принадлежность к Бунду и находился в тюремной камере вместе с Д.Эйнхорном. После освобождения из тюремного заключения был вынужден покинуть Россию. До начала Первой мировой войны жил в Кракове и Львове. В 1918—1923 жил в Вене, преподавал иврит и работал редактором издательства «Дер квал». Возглавлял еврейский ежемесячный журнал «Критик». В 1923 вернулся в Вильно. В 1925 издавал еженедельник по вопросам театра и кино «Ди биме», возглавлял союз еврейских литераторов и журналистов в Литве. Жил в Варшаве, был соредактором (совместно с Нахманом Майзелем) еженедельника «Литерарише блетер» (1926).

Перед началом Второй мировой войны бежал в Белосток, затем поселился в Вильно, где был убит вместе  с семьёй в Понарах.

В 1906 дебютировал в литературе рассказами, которые были опубликованы в «Хазман». Его произведения печатались в «Дос идише фолк», «Ди найе цайт», «Литерарише монатшрифтн». Перевёл на идиш «Мои университеты» М.Горького (1928), «Голем» Г.Майринка (1925).